# Lobamba Lomdzala
Lobamba Lomdzala (auch: Mahlanya) ist ein Inkhundla (Verwaltungseinheit) in der Region Manzini in Eswatini. Der Bezirk ist 172 km² groß. Die Verwaltungseinheit hatte 2007 gemäß Volkszählung 18.797 Einwohner.

## Geographie
Das Inkhundla liegt im Zentrum der Region Manzini, westlich der Metropole Manzini. Der Hauptort Mahlanya ist ein Verkehrsknotenpunkt, wo die Hauptstraßen MR 18, MR 27 und MR 103 zusammenkommen. Im Nordwesten liegt das Mlilwane Wildlife Sanctuary. In Luyengo (Usutu) befindet sich ein Campus der University of Eswatini.

## Gliederung
Der Bezirk gliedert sich in die Imiphakatsi (Häuptlingsbezirke) Luyengo und Malkerns.